# Liste der Biografien/Rak
Liste der Biografien |
Portal Biografien |
Personensuche
# |
A |
B |
C |
D |
E |
F |
G |
H |
I |
J |
K |
L |
M |
N |
O |
P |
Q |
R |
S |
T |
U |
V |
W |
X |
Y |
Z |
?
 
Ra |
Rb |
Rd |
Re |
Rh |
Ri |
Rj |
Rk |
Rl |
Rm |
Rn |
Ro |
Rr |
Rs |
Rt |
Ru |
Rv |
Rw |
Rx |
Ry |
Rz
 
Raa |
Rab |
Rac |
Rad |
Rae–Rah |
Rai |
Raj |
Rak |
Ral |
Ram |
Ran |
Rao |
Rap |
Raq |
Rar |
Ras |
Rat |
Rau |
Rav |
Raw |
Rax |
Ray |
Raz
Die Liste der Biografien führt alle Personen auf, die in der deutschsprachigen Wikipedia einen Artikel haben. Dieses ist eine Teilliste mit 167 Einträgen von Personen, deren Namen mit den Buchstaben „Rak“ beginnt.

## Rak
- Rak, Dsmitryj (* 1976), belarussischer Freestyle-Skier
- Rak, Filip (* 2003), polnischer Leichtathlet
- Rak, Jiří (* 1947), tschechischer Historiker und Hochschullehrer
- Rak, Jurij (1740–1799), sorbischer Jurist, Dichter und Komponist
- Rák, Róbert (* 1978), slowakischer Fußballspieler
- Rak, Yoel (* 1946), israelischer Anatom und Paläoanthropologe
- Rak, Yonatthan (* 1993), uruguayischer Fußballspieler
- Rak-Sakyi, Jesurun (* 2002), englischer Fußballspieler

### Raka
- Rakabaele, Vincent (1948–2003), lesothischer Leichtathlet
- Rakaczki, Bence (1993–2014), ungarischer Fußballspieler
- Rakai, Epeli (* 1961), fidschianischer Rugbyspieler
- Rakamba, Roseline (* 1990), kenianische Hammerwerferin und Diskuswerferin
- Rakauskas, Augustinas (* 1946), litauischer Unternehmer

### Rake
- Räke, Bodo (1941–2004), deutscher Politiker (SPD), MdL
- Rake, Christer (* 1987), norwegischer Radrennfahrer
- Rake, Heinrich (* 1936), deutscher Maschinenbauingenieur, Professor für Systemtheorie und Regelungstechnik
- Rake, Joachim (1912–2000), deutscher Schauspieler und Sprecher
- Rakebrand, Hilde (1901–1991), deutsche Malerin der Neuen Sachlichkeit und Museumsleiterin
- Rakel Dögg Bragadóttir (* 1986), isländische Handballspielerin und -trainerin
- Rakel Hönnudóttir (* 1988), isländische Fußballspielerin
- Rakel Logadóttir (* 1981), isländische Fußballspielerin
- Rakell, Rickard (* 1993), schwedischer Eishockeyspieler
- Rakeļs, Deniss (* 1992), lettischer Fußballspieler
- Rakels, Heidi (* 1968), belgische Judoka
- Rakeman, Carl (1878–1965), US-amerikanischer Maler und Grafiker
- Rakemann, Konrad (1902–1964), deutscher Politiker (SPD), MdL
- Rakendytes, byzantinischer Usurpator gegen Kaiser Isaak II.
- Rakenius, Wilhelm (1878–1961), deutscher Verlagsdruckereibesitzer, Verwaltungsbeamter und Segelsportfunktionär
- Raker, John E. (1863–1926), US-amerikanischer Politiker
- Rakers, Arnold (1903–1965), evangelisch-reformierter deutscher Sprachwissenschaftler und Pädagoge
- Rakers, Bernhard (1905–1980), deutscher SS-Hauptscharführer, als Kommando- und Rapportführer in Konzentrationslagern tätig
- Rakers, Judith (* 1976), deutsche Journalistin und FernsehmoderatorinJudith Rakers (* 1976)

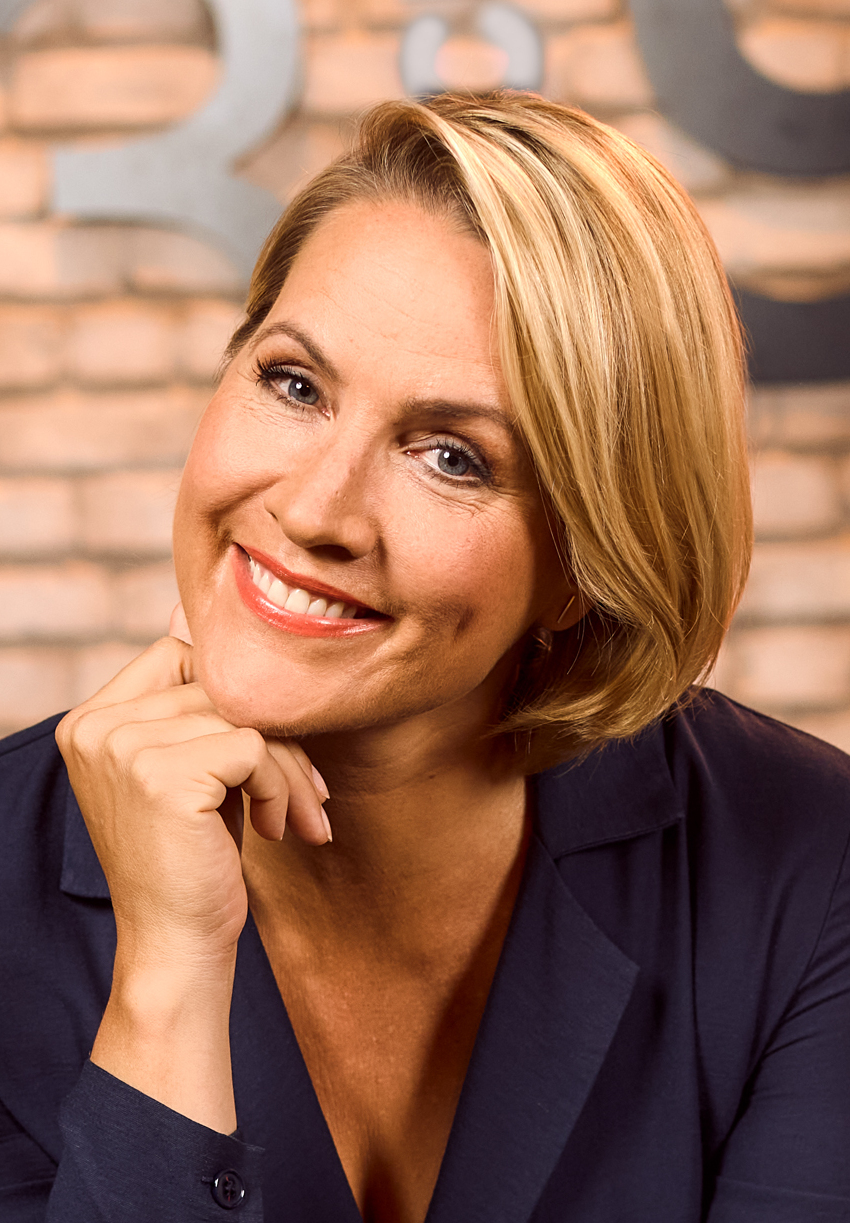
Judith Rakers (* 1976)

- Rakers, Lucie (1905–1993), deutsche Heimatdichterin
- Rakete, Jim (* 1951), deutscher Fotograf und Fotojournalist
- Rakete, Kiri (* 1990), österreichische (Kinder)-Liedermacherin
- Rakette, Egon H. (1909–1991), deutscher Romancier und Lyriker

### Rakh
- Rakha, Youssef (* 1976), ägyptischer Schriftsteller
- Rakhmabai (1864–1955), indische Ärztin und Sozialreformerin
- Rakhman, Neghmet (* 1983), chinesischer Fernsehmoderator
- Rakhmanko, Anna (* 1988), russische Comic-Autorin, Fotografin und Journalistin
- Rakhshani, Rhett (* 1988), US-amerikanischer Eishockeyspieler

### Raki
- Raki, Frank (* 1967), deutscher Drehbuchautor
- Raki, Laya (1927–2018), deutsche Tänzerin, Sängerin, Schauspielerin und Model
- Rakib, Mollah Abdullah Al- (* 1980), bangladeschischer Schachgroßmeister
- Rakić, Aleksandar (* 1992), österreichischer Mixed-Martial-Arts-Kämpfer
- Rakić, Đorđe (* 1985), serbischer Fußballspieler
- Rakić, Paško (* 1933), jugoslawisch-US-amerikanischer Neurowissenschaftler
- Rakić, Vladimir (* 1977), serbischer Volleyballspieler
- Rakicky, Jozef (* 1956), deutscher Politiker (Werteunion, AfD), MdL
- Rakidžija, Ben (* 1980), deutsch-kroatischer Schriftsteller
- Rakijašić, Paula (* 2000), kroatische Leichtathletin
- Rakim (* 1968), US-amerikanischer East-Coast-Rapper
- Rakintzis, Michalis (* 1957), griechischer Popsänger und Komponist
- Rakip, Erdal (* 1996), schwedisch-nordmazedonischer Fußballspieler
- Rakipoğlu, Samet (* 1996), türkischer Fußballspieler
- Rakita, Mark Semjonowitsch (* 1938), sowjetischer Säbelfechter
- Rakitić, Ivan (* 1988), kroatisch-schweizerischer FußballspielerIvan Rakitić (* 1988)

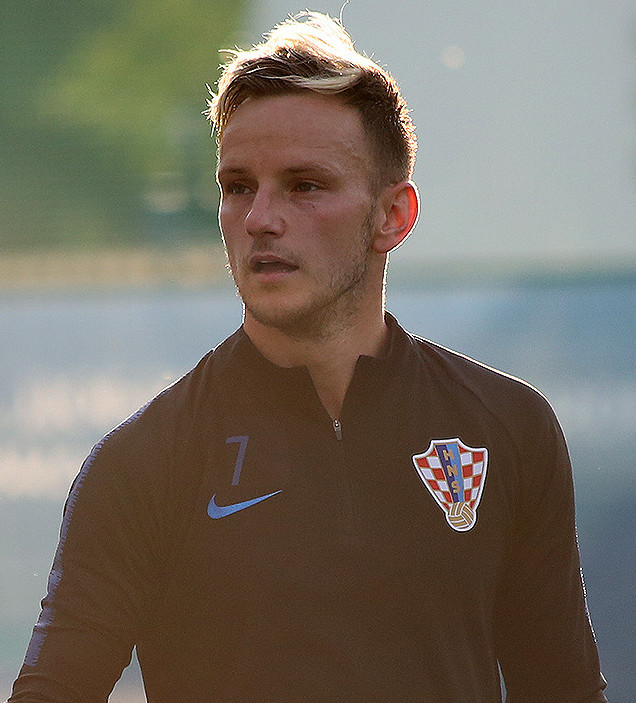
Ivan Rakitić (* 1988)

- Rakitina, Anna (* 1989), russische Dirigentin

### Rakk
- Rakke, Kerttu (* 1970), estnische Schriftstellerin

### Rakl
- Raklao, Rojjana (* 1993), thailändische Ruderin

### Rakn
- Raknes, Eldbjørg (* 1970), norwegische Jazzsängerin

### Rako
- Rako (* 1983), deutscher Rapper
- Rakob, Friedrich (1931–2007), deutscher Bauforscher
- Rakobolskaja, Irina Wjatscheslawowna (1919–2016), russische Physikerin und Bomberpilotin
- Rakobrandt, Arthur (1878–1948), deutscher Politiker (NSDAP), MdR, SA-Führer
- Rakočević, Igor (* 1978), serbischer Basketballspieler
- Rakočević, Kristina (* 1998), montenegrinische Leichtathletin
- Rákóczi, Franz I. (1645–1676), ungarischer Adeliger
- Rákóczi, Franz II. (1676–1735), Anführer des Aufstandes von Franz II. RákócziFranz II. Rákóczi (1676–1735)

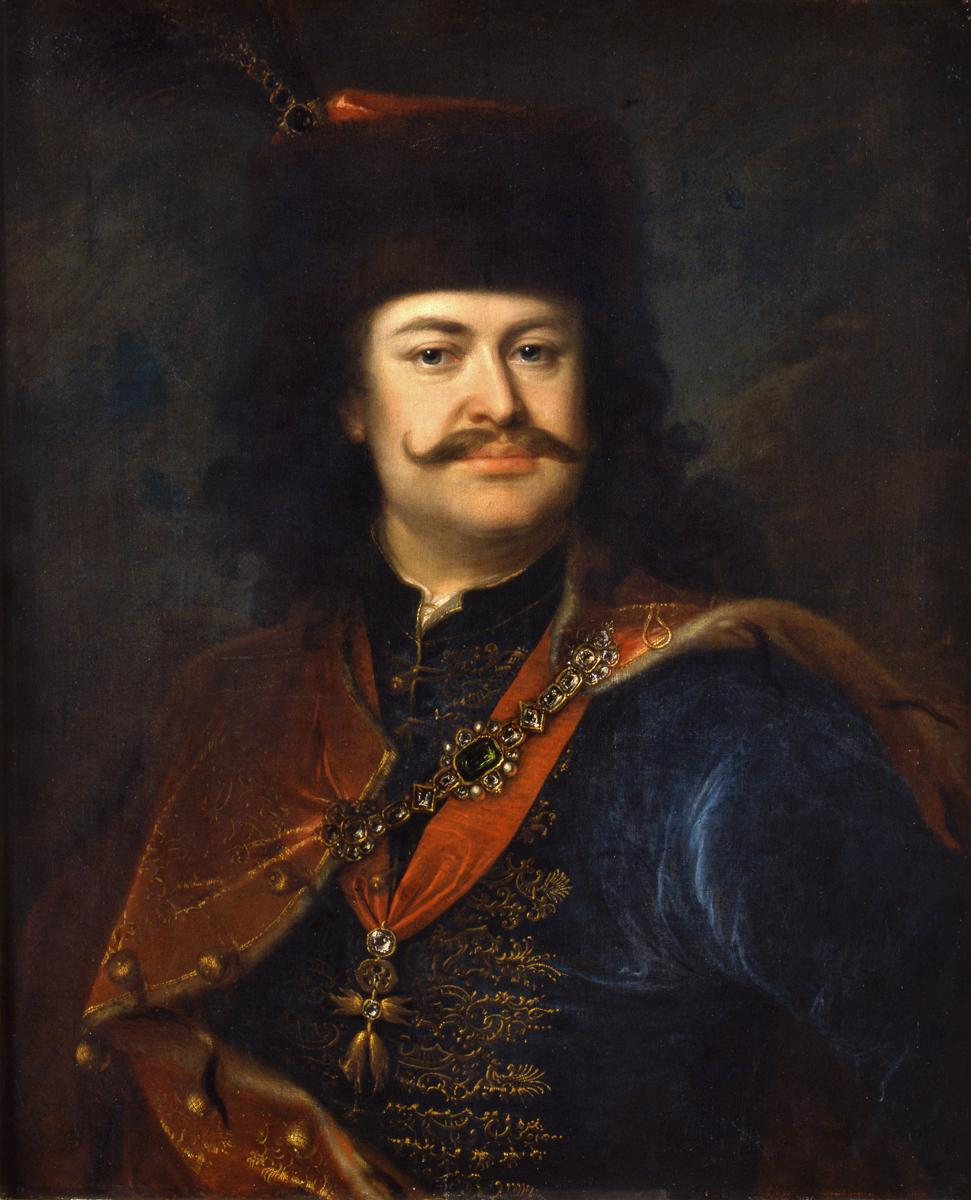
Franz II. Rákóczi (1676–1735)

- Rákóczi, Georg I. (1593–1648), Fürst von Siebenbürgen
- Rákóczi, Georg II. (1621–1660), Fürst von Siebenbürgen
- Rákóczi, Sigismund I. († 1608), Fürst von Siebenbürgen
- Rákóczi, Sigismund II. (1622–1652), Prinz von Siebenbürgen
- Rákóczy, Ferenc (* 1967), Schweizer Schriftsteller und Psychiater
- Rakoczy, Helena (1921–2014), polnische Turnerin
- Rakoczy, Jessica (* 1977), kanadische Boxerin und MMA-Kämpferin
- Rakoczy, Michał (* 2002), polnischer Fußballspieler
- Rakoczy, Tadeusz (* 1938), polnischer Geistlicher, römisch-katholischer Bischof
- Rakodczaj, Aleksandar (1848–1924), ungarisch-kroatischer Adliger, Politiker und Staatsmann
- Rakodondravahatra, Jean-Guy (1934–1996), madagassischer römisch-katholischer Ordensgeistlicher, Bischof von Ihosy
- Rakoff, David (1964–2012), kanadisch-amerikanischer Komiker
- Rakoff, Joanna (* 1972), amerikanische Schriftstellerin
- Rakolta, John (* 1947), amerikanischer Geschäftsmann, Botschafter der Vereinigten Staaten in den Vereinigten Arabischen Emiraten (2019–2023)
- Rakonczai, Beáta (* 1977), ungarische Langstreckenläuferin
- Rakonjac, Marko (* 2000), montenegrinischer Fußballspieler
- Rakopoulos, Vasilis (* 1951), griechischer Gitarrist, Trompeter und Musikpädagoge
- Rakoroi, Koli (* 1956), fidschianischer Rugbyspieler
- Rákosi, Gyula (* 1938), ungarischer Fußballspieler und -trainer
- Rákosi, Jozsef (* 1941), ungarischer Künstler und Musiker, Erfinder des Handbrush
- Rákosi, Mátyás (1892–1971), ungarischer PolitikerMátyás Rákosi (1892–1971)

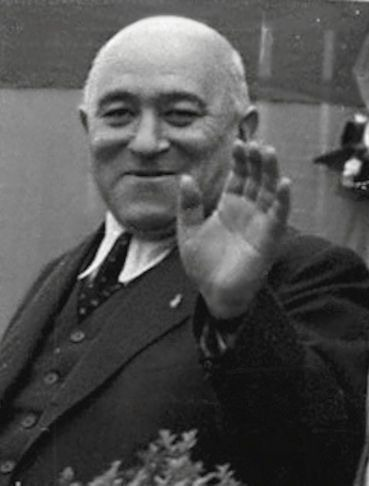
Mátyás Rákosi (1892–1971)

- Rákosy, Gergely (1924–1998), ungarischer Autor, Drehbuchautor, Journalist und Zeitungsredakteur
- Rakotoarijaona, Désiré (* 1934), madagassischer Politiker, Premierminister von Madagaskar
- Rakotoarisoa, Jean Claude (* 1971), madagassischer römisch-katholischer Geistlicher, Bischof von Miarinarivo
- Rakotoharimalala, Njiva (* 1992), madagassischer Fußballspieler
- Rakotojaona, Andofetra (* 1986), madagassischer Fußballschiedsrichter
- Rakotojaona, Jean Nicolas (* 1973), madagassischer römisch-katholischer Geistlicher und Weihbischof in Morondava
- Rakotomalala, Jérôme (1914–1975), madagassischer Geistlicher, Erzbischof von Antananarivo und Kardinal der römisch-katholischen Kirche
- Rakotomalala, Joel (1929–1976), madagassischer Politiker, Premierminister von Madagaskar
- Rakotomandimby, Rija (* 1982), madagassischer Fußballspieler
- Rakotomanga Rajaonah, Tiantsoa Sarah (* 2005), französische Tennisspielerin
- Rakotomavo, Pascal (1934–2010), madagassischer Politiker, Premierminister von Madagaskar
- Rakotonarivo, Fidelis (* 1956), madagassischer Ordensgeistlicher, Bischof von Ambositra
- Rakotondrabé, Hanitriniaina (* 1967), madagassische Sprinterin
- Rakotondrabé, René Joseph (1932–2012), madagassischer Geistlicher, römisch-katholischer Bischof
- Rakotondrainibe, France (* 1944), französische Botanikerin
- Rakotondrajao, Roger Victor (1960–2018), madagassischer Geistlicher, römisch-katholischer Bischof von Mahajanga
- Rakotondrasoa, Jean-Maria (1914–2002), madagassischer Ordensgeistlicher, Bischof von Antsirabé
- Rakotoniaina, Justin (1933–2001), madagassischer Diplomat und Politiker
- Rakotonirina, Charles-Remy (1928–2005), madagassischer Geistlicher, Bischof von Clermont
- Rakotonomenjanahary, Jhon Baggio (* 1991), madagassischer Fußballspieler
- Rakotosamimanana, Berthe (1938–2005), madagassische Paläontologin, Primatologin und Hochschullehrerin
- Rakotoson, Michèle (* 1948), madagassisch-französische Schriftstellerin
- Rakotovao, Rivo (* 1960), madagassischer Politiker, Präsident von Madagaskar
- Rakotozafinoro, Lidwine (* 1978), madagassische Fußballschiedsrichterassistentin
- Rakotozafy, Rosa (* 1977), madagassische Hürdenläuferin
- Rakotozafy, Vincent (* 1944), madagassischer römisch-katholischer Geistlicher, emeritierter Bischof von Tôlagnaro
- Rakous, Vojtěch (1862–1935), tschechischer Schriftsteller
- Rakovec, Ivan (1899–1985), jugoslawischer Paläontologe
- Rakovec, Nina (* 1987), slowenische Schauspielerin
- Rakovec, Uroš (* 1972), slowenischer Gitarrist und Komponist
- Raković, Aleksandar (* 1968), serbischer Leichtathlet
- Rakovič, Ermin (* 1977), slowenischer Fußballspieler
- Raković, Luka (* 1988), kroatischer Handballspieler
- Raković, Nenad (* 1986), serbischer Eishockeyspieler
- Rakovsky, Patrick (* 1993), deutscher FußballtorwartPatrick Rakovsky (* 1993)

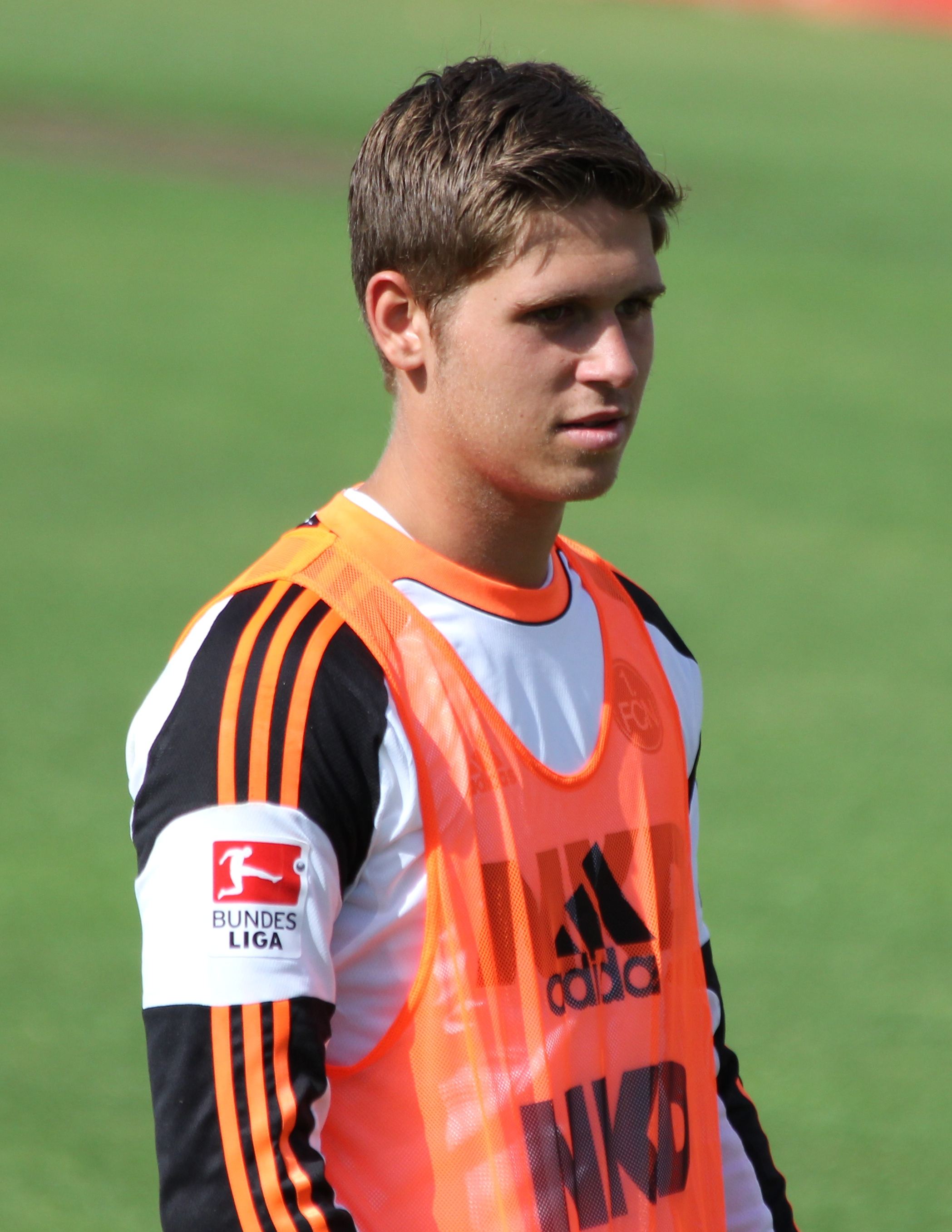
Patrick Rakovsky (* 1993)

- Rakovszky, István (1858–1931), ungarischer Politiker und Präsident der Nationalversammlung
- Rakovszky, Iván (1885–1960), ungarischer Politiker, Innenminister und Minister für Unterricht und Kultus
- Rakow, Frank (* 1949), deutscher Fachjournalist und Verleger auf dem Gebiet der Jagd
- Rakow, Maxim (* 1986), kasachischer Judoka
- Rakow, Nikolai Petrowitsch (1908–1990), russischer Komponist
- Rakow, Peter-Joachim (* 1933), deutscher Archivar
- Rakow, Reinhard (1952–2022), Autor und Herausgeber
- Rakow, Sigrid (* 1951), deutsche Politikerin (SPD), MdL
- Rakow, Wadim Sergejewitsch (* 2005), russischer Fußballspieler
- Rakow, Wassili Iwanowitsch (1909–1996), sowjetischer Pilot
- Rakowitsch, Adolf (1860–1907), österreichischer Kinderdarsteller, Theaterschauspieler und Komiker
- Rakowitsch, Julija (* 1974), belarussische Freestyle-Skierin
- Rakowitz, Michael (* 1973), US-amerikanischer Künstler und Professor für Art Theory and Practice
- Rakowitz, Stefan (* 1990), österreichischer Fußballspieler
- Rakowski, Adam Wladislawowitsch (1879–1941), russischer Chemiker
- Rakowski, Anja (* 1970), deutsche Polizeibeamtin
- Rakowski, Christian Georgijewitsch (1873–1941), bulgarischer sozialistischer Revolutionär, bolschewistischer Politiker und sowjetischer DiplomatChristian Georgijewitsch Rakowski (1873–1941)

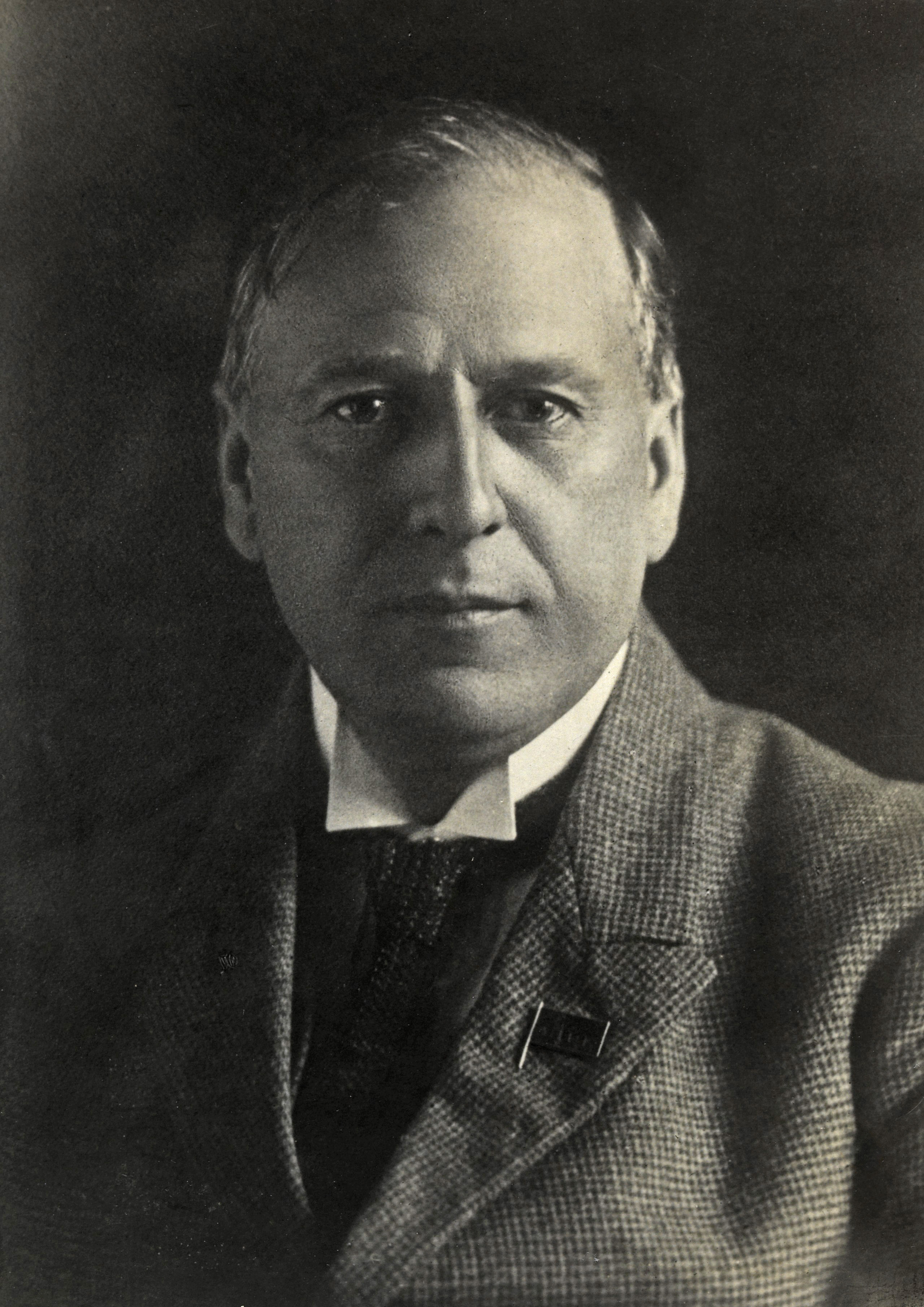
Christian Georgijewitsch Rakowski (1873–1941)

- Rakowski, Erich (1935–2007), deutscher Badmintonspieler
- Rakowski, Georgi (1821–1867), bulgarischer Revolutionär, Ideologe, Politiker, Historiker und Schriftsteller
- Rakowski, Jan, königlicher Trukczaszy und Towarzysz
- Rakowski, Mieczysław (1926–2008), polnischer Politiker, Mitglied des Sejm und Journalist, Ministerpräsident von Polen (1988–1989)

### Rakp
- Rakparow, Schyngghys (* 1995), kasachischer nordischer Kombinierer
- Rakpong Chumuang (* 1992), thailändischer Fußballspieler

### Raks
- Raksa, Pola (* 1941), polnische Schauspielerin
- Rakshand, Korvi, bangladeschischer Sozialunternehmer und Bildungsaktivist
- Raksin, David (1912–2004), US-amerikanischer Komponist von Filmmusik
- Raksin, Ruby (1917–1979), US-amerikanischer Filmkomponist und Orchesterleiter
- Raksri, Chinnapong (* 1995), thailändischer Fußballspieler
- Rakstad, Mie Elen (* 2000), norwegische Handballspielerin

### Raku
- Rakuro, Mesulame (1932–1969), fidschianischer Diskuswerfer
- Rakuš, Mirko (* 1955), jugoslawischer Radrennfahrer
- Rakus, Olaf (* 1962), deutscher Fußballspieler; Fußballtrainer
- Rakus, Theodor Georg (1869–1929), österreichischer Studentenführer, Arzt und Gesandter
- Rakusa, Ilma (* 1946), Schweizer Literaturwissenschaftlerin, Schriftstellerin und literarische ÜbersetzerinIlma Rakusa (* 1946)

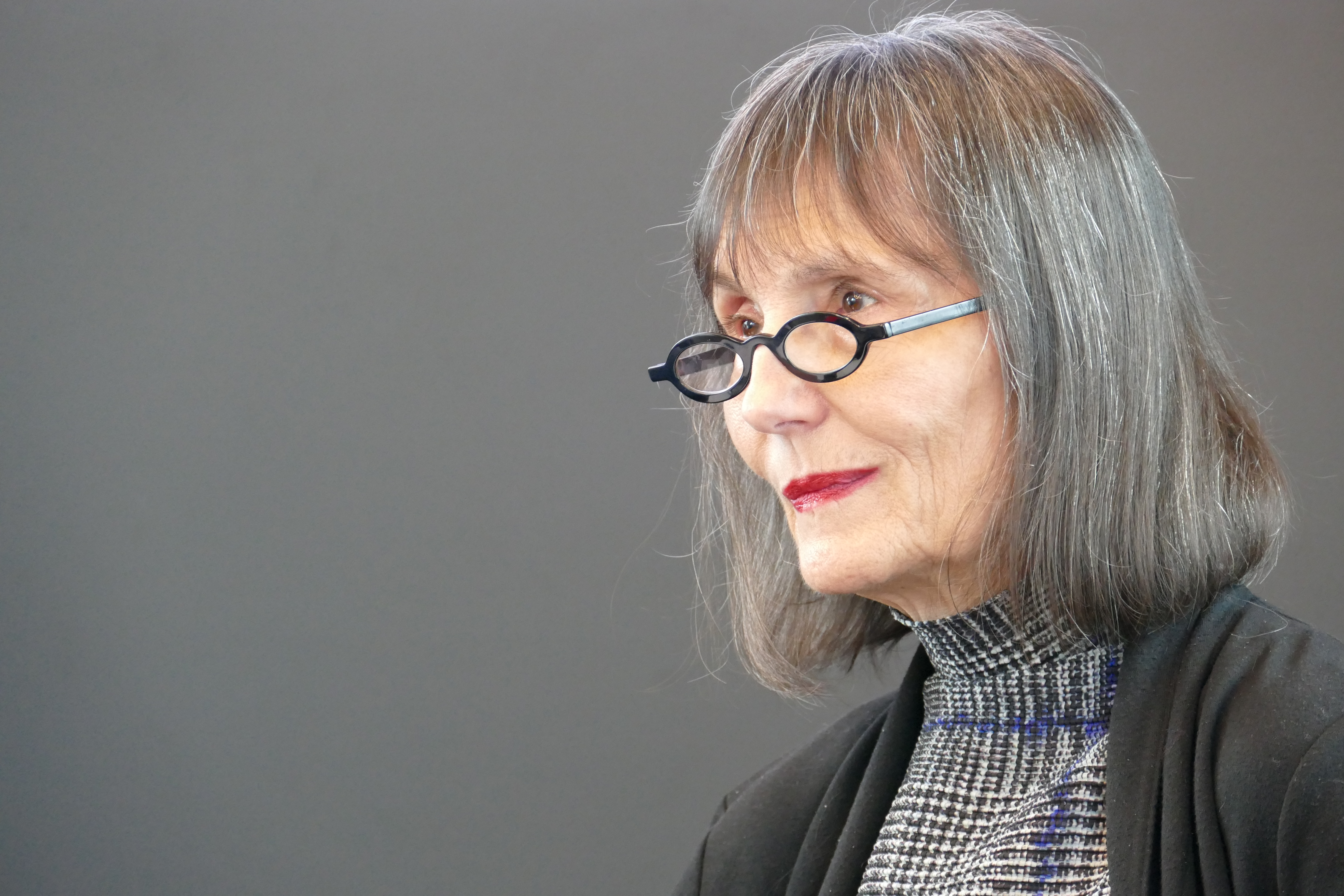
Ilma Rakusa (* 1946)

- Rakusa-Suszczewski, Stanisław (* 1938), polnischer Biologe
- Rakušan, Vít (* 1978), tschechischer Lehrer und Politiker
- Rakusz, Éva (* 1961), ungarische Kanutin
- Rakutis, Valdas (* 1969), litauischer Militärhistoriker, Politiker und Seimas-Mitglied
- Rakuyama, Takashi (* 1980), japanischer Fußballspieler

### Raky
- Raky, Anton (1868–1943), deutscher Konstrukteur und Unternehmer, Pionier der Tiefbohrtechnik
- Raky, Hortense (1918–2006), österreichische Theater- und Filmschauspielerin
- Rakyzkyj, Jaroslaw (* 1989), ukrainischer Fußballspieler